# Cobholm Island
Cobholm Island est une ancienne île située dans l'Est-Anglie, comté de Norfolk, en Angleterre, près de Great Yarmouth.
La population de l'île est incluse dans la section Southtown and Cobholm du Borough Council de Great Yarmouth .
À l'origine, l'île était délimitée par la Yare à l'est, la Breydon Water au nord et le Lady Haven au sud et à l'ouest. Ce dernier plan d'eau a été asséché pour la construction. L'île de Cobholm est reliée maintenant directement à Southtown à l'ouest de Great Yarmouth, son statut d'île étant de ce fait « écorné ».
Le Haven bridge relie l'île à Great Yarmouth, Southtown et Gorleston.

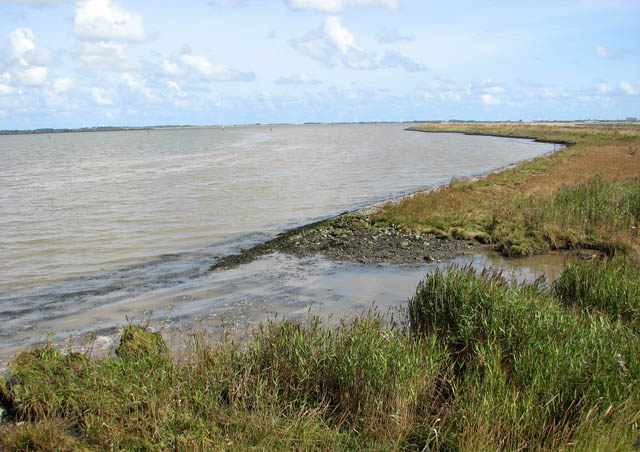
La Breydon water.

L'île a été gravement touchée par les inondations de la mer du Nord de 1953 qui ont fait 307 morts. Dix personnes de l'île ont perdu la vie et 3 500 maisons ont été détruites dans le secteur de Cobholm et Southtown.